# Albert Falckner
Friedrich Gottlob Albert Falckner (* 4. Februar 1815 in Oberspier; † 17. Februar 1892 in Möhrenbach) war ein deutscher Pfarrer und Mitglied des Landtags des Fürstentums Schwarzburg-Sondershausen.

## Familie
Falckner war der Sohn des Oberspierer Pfarrers Johann Gottfried Falckner und dessen Frau Wilhelmina Carolina Friedericke geborene Kästner. Falckner, der evangelisch-lutherischen Glaubens war, heiratete am 20. November 1849 in Niederspier Auguste Friederike Dorothea Schmidt, geschiedene Wiegand (* 30. November 1823; † 8. Dezember 1867 in Witzleben) die Tochter des Fürstlichen Fasanenjägers Heinrich Wilhelm Schmid, geschiedene Ehefrau des Apothekers Ernst Carl Michael Israël Wiegand in Tennstedt.

## Leben
Falckner besuchte das Gymnasium in Sondershausen und legte 1833 das Abitur ab. Er studierte 1833/34 Medizin in Jena und ab 1834 Theologie in Göttingen. Am 1. Januar 1839 bestand er die Prüfung zum cand. theol. und am 14. Dezember 1847 die Prüfung pro ministerio in Arnstadt. Ab dem 2. Mai 1848 war er Gymnasial-(Hilfs-)lehrer in Arnstadt. Er wurde am 30. September in Sondershausen ordiniert und trat am 18. September 1849 das Amt als Pfarrsubstitut in Witzleben an. Dort wurde er am 1. Juli 1857 Pfarrer und blieb dies bis zu seinem Ruhestand am 1. Oktober 1887. Danach lebte er bei seinem Sohn Otto Falckner, der Vikar in Möhrenbach war.

## Politik
Er vertrat demokratische Positionen und wurde in der Märzrevolution Präsident des Arnstädter Volksvereins. Er war Autor in der Thüringer Zeitung und nach der Verhaftung deren Verlegers Hermann Alexander von Berlepsch deren leitender Redakteur. Politisch setzte er sich vor allem für eine direkte Wahl der Abgeordneten ein. 
Vom 4. Juli 1849 bis zum 30. Juni 1850 war er Mitglied des Schwarzburg-Sondershäuser Landtags. Er wurde im Wahlkreis B8 gewählt.